# Сахара
Саха́ра (араб. الصحراء الكبرى — ес-сакара ель-кубра, «Велика пустеля») — найбільша пустеля світу, розташована у Північній Африці. Площа Сахари становить понад 9 млн км². Назва походить від арабського позначення пустелі (صَحراء), «ṣaḥrā´» (صحراءⓘ).
Сахару обмежують із заходу Атлантичний океан, з півночі Атлаські гори та Середземне море, зі сходу — Червоне море, з півдня — Сахель (смуга напіваридних саван). Протяжність пустелі з заходу на схід становить 5700 км, ширина до 2000 км. Площа пустелі Сахара постійно збільшується: від 1920 року зросла на 10 %. На території Сахари повністю або частково розміщені Марокко, Туніс, Алжир, Лівія, Єгипет, Мавританія, Малі, Нігер, Чад, Судан. Близько 80 % пустелі — рівнини висотою 200—500 м. На сході та півночі — безстічні западини: Фаюм, Каттара (глибина до 133 м) та інші. У Центральній Сахарі є вулканічні масиви Ахаггар (гора Тахат, 3003 м), Тібесті (г. Емі-Кусі, 3415 м — найбільша висота в Сахарі). У ландшафті Сахари переважають кам'янисті та щебенисті (хамади), галечникові (регі), глинисті (серіри), піщані (зокрема, ерги) гірські пустелі.

## Назва
Назва «Сахара» згадується з I ст. н. е. Походить від арабського слова صحراء (ṣaḥrā), яке в перекладі означає «пустеля» і його множини «ṣaḥārā». Крім того, є зв'язок із прикметником «aṣḥar», який має значення «пустельний» з конотацією червонуватого кольору позбавлених рослинності рівнин. Назви деяких районів Сахари, як-от Танезруфт (південний захід Алжиру) або Тенере (центр Нігера), часто мають берберське походження.

## Географічне положення

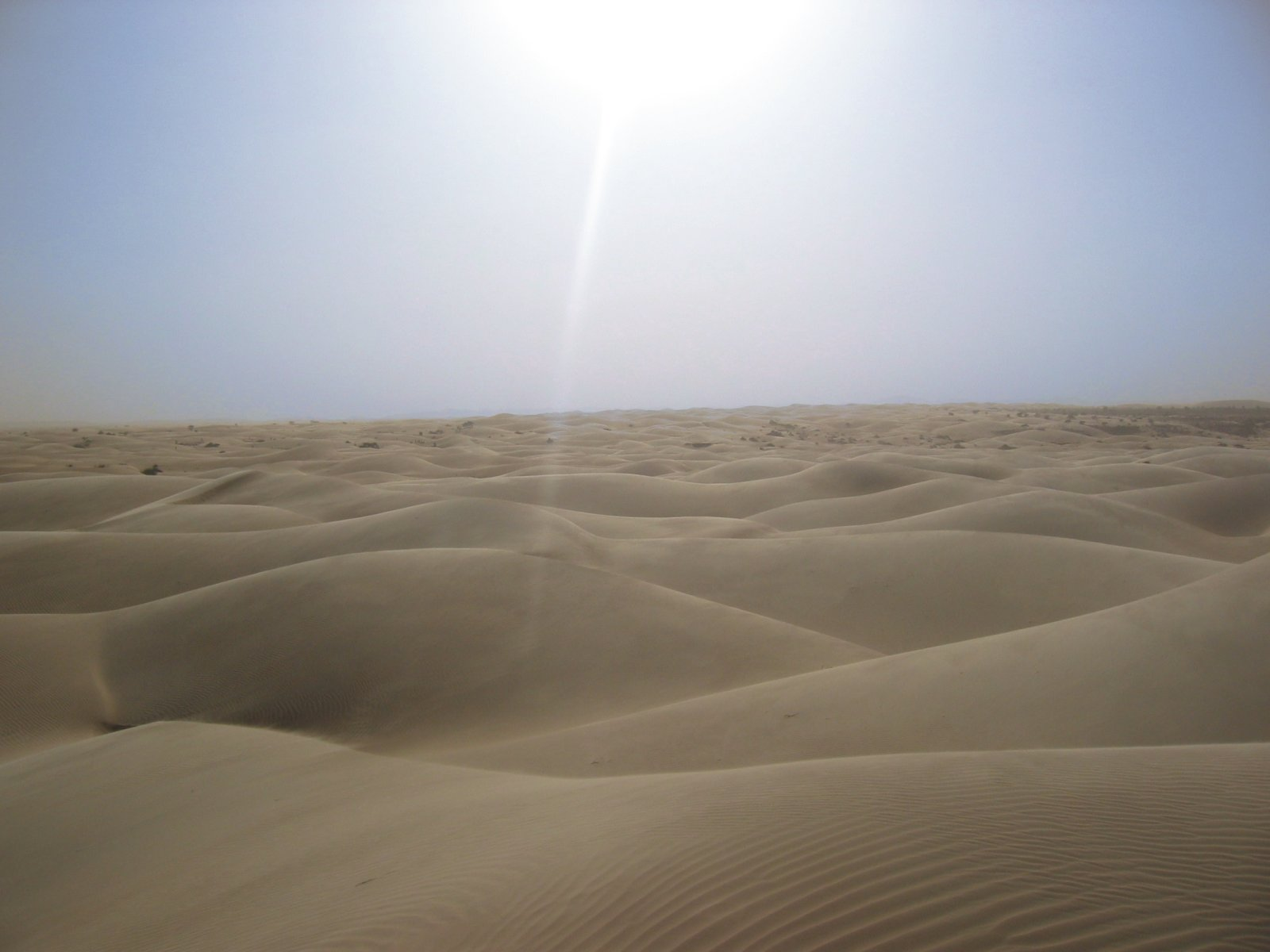
Піщані простори пустелі

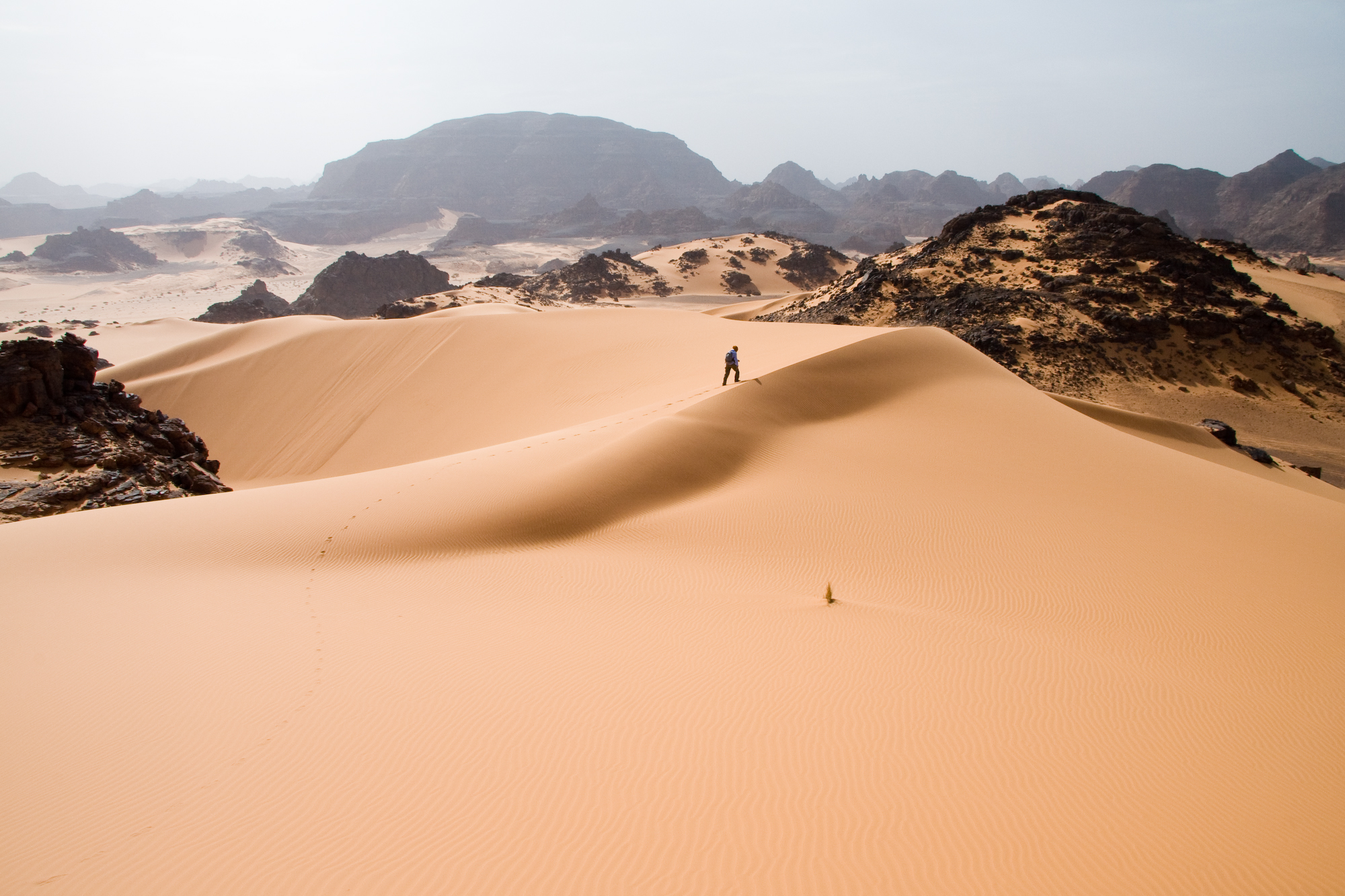
Краєвид піщаних дюн у Тадрарт-Акакус, пустельній території в західній Лівії, частина Сахари.

Сахара поділяє Африканський континент на Північну Африку й Субсахарську Африку. Південною межею Сахари слугує смуга напіваридних саван — Сахель, південніше яких розташований Судан і басейн річки Конго.
Сахара обмежена Атлантичним океаном на заході, Червоним морем на сході, Середземним морем і горами Атлас на півночі, Сахелєм на півдні. На теренах Сахари виділяють Західну Сахару, гори Ахаггар, Тібесті, Аїр, пустелю Тенере, Великий Східний Ерг, Великий Західний Ерг, Танезруфт, Гамада-ель-Хамра, Ерг-Ігіді, Ерг-Шеш, Аравійську, Лівійську, Нубійську пустелі.
Невеликі райони Алжиру і Тунісу розташовані нижче рівня моря, але велика частина — це плато з гірською системою в центрі, включно з горами Ахаггар в Алжирі, масивом Лепеха в Нігері, масивом Тібетсі в Чаді із згаслим щитовим вулканом Емі Кусі 3415 м, що є найвищою точкою усієї Сахари. Площа пустелі постійно збільшується, зараз починаються спроби висадження лісів у деяких зонах з метою призупинити наступ пустелі.
На території пустелі розташовані західні частини Єгипту і Судану, велика частина Мавританії, Малі, Нігеру і Чаду, південна частина Марокко, Алжиру, Тунісу та Лівії.

## Геологія та корисні копалини
Геологія та корисні копалини. Сахара розташовується на Сахарській плиті — північно-західній частині прадавньої Африканської платформи. Уздовж центральної частини плити із заходу на схід простягається Центрально-Сахарська зона піднять, де на поверхню виходить докембрійський кристалічний фундамент: Регибатський масив на заході відділений Танезруфтським прогином від нагір'я Ахаггар, який складається з горстів, що чергуються, і грабенів. Далі на схід простираються масиви Тібесті, Ель-Увейнат, Ель-Еглаб, а також західний виступ Нубійсько-Аравійського щита (хребет Етбай).
На північ й південь від зони піднять розташовані Північно-Сахарська й Південно-Сахарська зони опускань — прогини платформи, заповнені фанерозойськими осадовими породами. До середини крейдового періоду в цих зонах накопичувалася континентальна товща, яка пізніше (наприкінці крейди — початку палеогену) була перекрита морськими осадами. З епохи олігоцену море відступило, а прадавні масиви (особливо Ахаггар і Тібесті) випробували сильне підняття. У Південно-Сахарській зоні опускань також розташовуються плоска синекліза Тауденні, грабен Гао, Малі-Нігерська синкліза й синекліза Чад.
Завдяки стабільності платформи формації ери палеозою залишилися горизонтальними й мало змінилися. У більшості районів Сахари ці утворення були покриті мезозойськими відкладами, з якими зв'язано багато важливих водоносних горизонтів. У північній частині пустелі такі утворення також асоціюються з витягнутими западинами й басейнами: від оаз західного Єгипту до шоттів Алжиру. Прогин платформи в південній частині пустелі створив великі басейни, зайняті кайнозойськими озерами (озеро Чад, група озер Уніанга-Серрір).
На території Сахари є багаті родовища нафти та природного газу (Сахарський нафтогазоносний басейн, включаючи родовище Хассі-Мессауд), залізних (Іджиль) та мідних (Акжужт) руд. Родовища золота, вольфраму, урану й рідкісних металів пов'язані з докембрійським фундаментом.

## Рельєф

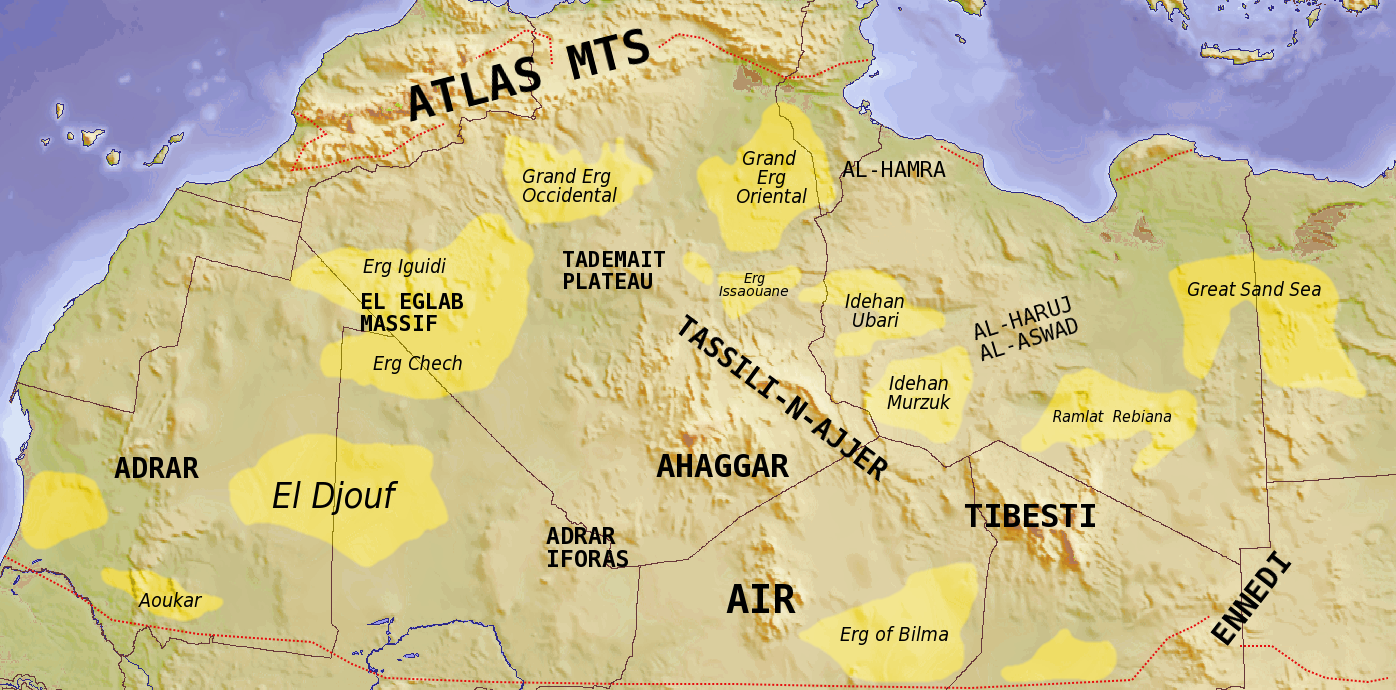
Топографічна карта Сахари. Жовтим позначено ерги (піщані масиви), а червоним пунктиром — приблизні межі Сахари.

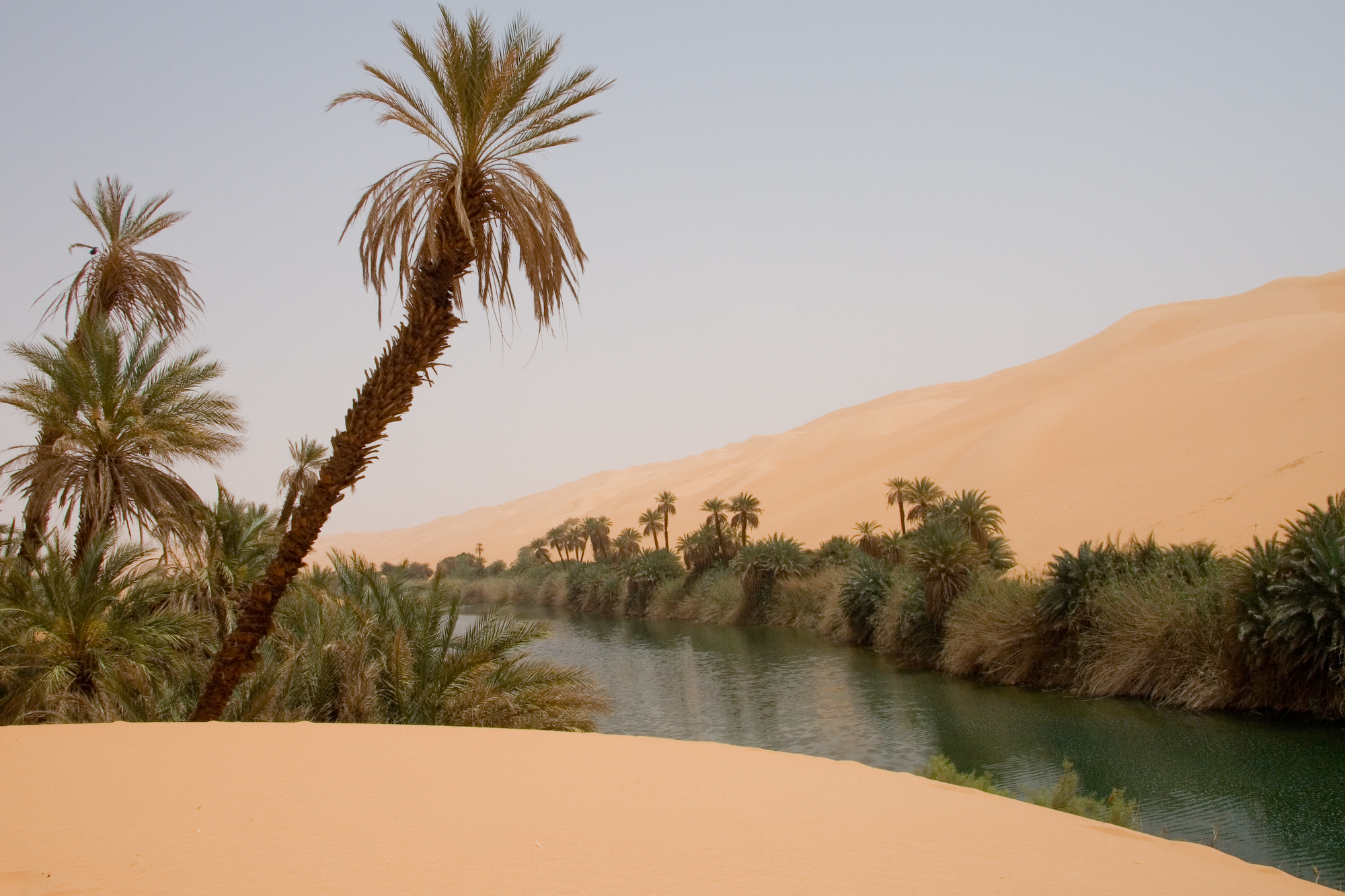
Оаза Аубарі на піщаному масиві Ідехан, лівійська частина Сахари

Ландшафт Сахари дуже різноманітний. Велику частину її території (до 70 %) займають рівнинні глинисті серири, піщано-галькові реги, кам'янисті плато (хамада) висотою до 500 м, а в прибережних районах — до 200 м. Найбільші висоти простежуються в Центральній Сахарі — нагір'я Тібесті (вулкан Емі-Кусі, 3415 м) і Ахаггар (гора Тахат, 3003 м). Ці райони зберігають сліди активного вулканізму часів неогену й антропогену і розчленовані глибокими долинами (шириною до 30 км, завдовжки до 400 км) із сухими руслами стародавніх річок (ваді). Навколо нагір'їв простягаються куестові гряди заввишки до 1000 м і ступінчасті плато Іфорас (до 728 м), Аїр (до 1900 м), Еннеді (до 1310 м), Тадемаїт та інші. Особливістю рівнинних районів є «пустельна засмага» — феромарганцева чорна плівка, що вкриває гірські породи. Сахарські плато складаються здебільшого з вивітрілих порід, як, наприклад, алжирське плато Тадемаїт.
Крім рівнин, плато і гір, на території Сахари вирізняють численні неглибокі солончакові безстічні басейни (себхи, шоти, даї) і великі западини, в яких трапляються оази. Найнижче розташовані такі території: Каттара (−133 м, найнижча точка Сахари), Ель-Фаюм, Шотт-Мельгир (−26 м) і Боделе.
Приурочені до депресій і великих ваді, піщані пустелі (ерги) і дюни займають близько 25 % площі пустелі, або близько 2,2 млн км². Найбільші скупчення пісків — це Ерг-Ігіди, Ерг-Шеш, Великий Західний Ерг, Великий Східний Ерг, Ерг-Шеббі та ін. Гряди здебільшого закріплені слабкою ксерофітною рослинністю, трапляються також округлі, зіркоподібні, поперечні дюни і серпоподібні бархани; пірамідальні дюни сягають висоти 150 м, трапляються гряди висотою до 200—300 м. На півдні північної і північно-східної частин (Едей-убар, Едей-Мурзук, Тенере, Лівійська пустеля) є рухомі піски. У деяких місцях трапляється феномен співучих пісків.
Пустельний рельєф Сахари здебільшого еолового походження (утворюється вітром). Більшість площі Сахари займають кам'янисті гамади. Ерги (піщані пустелі), реги (піщано-галькові пустелі) займають меншу площу. Невелику площу займають ваді (сухі долини) і такири. Незвичайний рельєф має структура Ришат у Мавританії.

## Клімат
Клімат Сахари змінювався декілька разів від вологого до посушливого за останні декілька сотень тисяч років. Під час льодовикового періоду Сахара займала більшу площу, ніж сьогодні. Кінець льодовикового періоду привів до покращення клімату у Сахарі, у період з 8000 до н. е. по 6000 до н. е., можливо, завдяки області низького тиску над льодовиковим щитом на півночі.
Як тільки льодовик розтанув, північна частина Сахари зазнала посухи. Проте, через нетривалий час після закінчення льодовикового періоду, мусон, який зараз приносить дощ до Сахелю доходив далі на північ і нейтралізував посушливі тенденції в південній Сахарі. Мусон в Африці (і будь-де у іншому місці) дме завдяки літньому нагріванню повітряних мас. Повітря над землею стає теплим і підіймається вгору, втягуючи прохолодне вологе повітря з океану, що призводить до випадіння дощів. Як це не парадоксально, Сахара була вологіша, коли отримувала більше сонячної інсоляції влітку.
Близько 3400 року до н. е., мусон відступив на південь приблизно на ту лінію, де дме сьогодні, що призвело до опустелювання. Сахара зараз така ж суха, яка була близько 13 000 років тому. Ці умови назвали Теорія Сахарського насосу.
Сучасний арідний клімат триває близько 10 тис. років. Ймовірно, антропогенний чинник додав свого внеску, збільшивши відбивну здатність поверхні і знизивши сумарне випаровування. Очевидно, випас великої рогатої худоби протягом 7 тис. років на території пустелі і на її кордонах закріпив дані умови, і клімат Сахари за останні 2 тис. років майже не змінився. Значне відхилення умов від нормальних спостерігали з XVI по XVII століття, коли в Європі тривав так званий Малий льодовиковий період. У цей час значно збільшилися опади вздовж тропічної кордону, у самій пустелі і, можливо, у її північних районах. У XIX столітті кліматичні умови повернулися до тих, які схожі на поточні.
Відомо, що Сахара має чи не найпосушливіший клімат на планеті. Переважно північно-східний пасат може призводити до виникнення самумів. Опади майже не випадають. Половина Сахари отримує менш ніж 20 мм дощу на рік, з інтервалом до 100 мм на рік. Опади випадають дуже рідко іноді з інтервалом у декілька років, а коли і випадають то у вигляді злив. 18 лютого 1979 року в Сахарі раптово випав сніг. Після перерви у майже 38 років сніг випав 20 січня 2017 року.
На клімат більшій частині Сахари протягом усього року робить сильний вплив північно-східний пасат. Відносна вологість становить 30—50 %, величезний дефіцит вологості і висока випаровуваність (потенційне випаровування 2500—6000 мм) типові для всієї території пустелі, за винятком вузьких прибережних смуг. Виділяються два основних кліматичних режиму: сухий субтропічний на півночі і сухий тропічний на півдні. Північні райони характеризуються незвичайно великими річними і добовими коливаннями температури з прохолодними і навіть холодними зимами і жарким літом. Кількість опадів має два річних максимуму. У південних областях літо спекотне, а зими м'які і сухі. Після спекотного і сухого сезону йдуть літні дощі. Більш прохолодний клімат вузької прибережної смуги на заході пояснюється впливом холодної Канарської течії.

### Північна частина
Сухий субтропічний клімат північної Сахари обумовлюється стабільними осередками високого тиску, що розташовуються над Північним тропіками. Річна різниця середньодобових температур становить приблизно 20 °C. Зими відносно холодні на півночі і прохолодні в центральних районах. Середньомісячна зимова температура північній частині пустелі становить 13 °C, середня місячна температура повітря в липні досягає 37,2 °C (Адрар) Добові коливання температури значні і взимку і влітку. Взимку вночі ґрунт промерзає, а в центральних гірських масивах зареєстровані нічні температури до −18 °C. Літо спекотне, максимальна зафіксована температура — 57,8 °C (Ель-Азізія, Лівія); поверхню землі може прогріватися до 70—80 °C.
Кількість опадів сильно варіюється, середньорічне значення становить 76 мм. В основному дощі спостерігаються з грудня по березень, а з травня по червень опадів мало. Другий максимум припадає на серпень і супроводжується грозами, які викликають сильні короткочасні паводки. Внутрішні райони можуть не отримувати опадів кілька років поспіль; на північних плато (Ахаггар і Тібесті) майже щорічно короткочасно випадає сніг. На більшій частині пустелі характерно випадіння рясної роси вранці, яка сприяє утворенню поверхневих пилуватих кірок.
Сухі субтропіки також характеризуються гарячими південними вітрами, які виносять пил із внутрішніх районів, викликаючи багатоденні пилові бурі (швидкість вітру іноді сягає більше 50 м/с). Як правило, вони спостерігаються навесні, але можливі і в інші пори року. У Єгипті ці вітри відомі як «хамсин» і «самум», у Лівії — як «гібблі», у Тунісі — як «чилі». Суданський вітер хабуб має меншу тривалість, спостерігається влітку і, як правило, супроводжує сильні дощі.

### Південна частина
На сухий тропічний клімат півдня пустелі, крім тих же осередків високого тиску, також регулярно впливає сезонне взаємодія стабільних субтропічних континентальних і нестабільних морських повітряних мас, що розташовані південніше. Річна різниця середньодобових температур сухих тропічних областей Сахари становить близько 17,5 °C. Середні температури найхолодніших місяців приблизно такі ж, як і в північній частині пустелі, але добові коливання менше. У висотних районах температура іноді падає нижче нуля — абсолютний мінімум, зафіксований у горах Тібесті, становить −15 °C. Кінець весни і початок літа спекотні, повітря нерідко прогрівається до 50 °C.
Опади у гірських районах сухих тропіків невеликі і розподілені по всій тривалості року, дощі в низовинних областях йдуть переважно влітку. Як і на півночі, багато дощі супроводжуються грозами. Середньорічна норма опадів становить близько 130 мм, на центральних гірських масивах зрідка випадає сніг. Температура західного кордону пустелі пом'якшується прохолодним Канарських течією, через що кількість конвекційних опадів зменшується, зате підвищується вологість і іноді спостерігаються тумани. Зима в південній Сахарі — це період харматан, сухого північно-східного вітру, який несе пил і пісок

## Гідрографія
Кілька річок, що зароджуються за межами Сахари, поповнюють поверхневі і підземні води пустелі. Річка Ніл є єдиною річкою з постійним транзитивним водотоком. Її основні притоки — Блакитний і Білий Ніл — зливаються на південно-сході Сахари і по східній околиці пустелі річка несе свої води до Середземного моря. На Нілі в 1964—1968 роках створено велике водосховище Насер, при розливі утворилось озера Тошка, район яких уряд Єгипту планує перетворити на оазу. На півдні Сахари кілька річок впадають в озеро Чад, звідки значна кількість води продовжує текти на північний схід і поповнює місцеві водоносні шари. По південно-західній околиці Сахари протікає річка Нігер, у внутрішньої дельти якої розташовуються озера Фагібін, Гару, Ніангай та ін.
Велика частина річок і струмків у Сахарі сезонні або переривчасті, єдиний виняток — річка Ніл, яка перетинає пустелю від свого витоку в Центральній Африці і впадає у Середземне море. Підземні водоносні горизонти іноді досягають поверхні, утворюючи оази, у тому числі Бахарія, Гардае, Тімімун, Куфрах і Сивах.
У північні райони пустелі воду приносять струмки і ваді (сухі водотоки, що заповнюються водою після сильних дощів), що стікають з Антиатласу, Атлаських гір, гір Орес та інших прибережних підвищень Лівії, Тунісу, Алжиру і Марокко. Найбільші з таких річок — Дра, Саура, Зіз. Багато менші за розміром ваді стікають у Шотт, як, наприклад, Джеді в Шотт-Мельгир.
Усередині самої Сахари від Ахаггара, Тассилин-Аджер і Тібесті розходиться велика стародавня річкова мережа — уеди Ігаргар, Тафасасет, Таманрассет та ін Деякі з цих ваді сформувалися в далекому минулому, коли клімат регіону був вологим, інші є результатом впливу водних потоків від раптових проявів стихії, як-от повінь 1922 року, яке знищило алжирське місто Таманрассет. Піщані дюни Сахари зберігають значні запаси дощової води, яка просочується і виходить джерелами на пустельних схилах. Дощі також наповнюють Гельта, з яких деякі не пересихають (Гельта д'Арш, Гельта-Земмур та ін) На околицях Сахари, а також у центральних гірських масивах збереглися реліктові озера, частково заболочені і нерідко сильно мінералізовані, наприклад озеро Йоа з групи озер Уніанга-Серрір.
Під пісками Сахари розташовуються великі басейни підземних вод, включаючи артезіанські. Завдяки більшому обсягу підземного стоку північна частина Сахари багата ґрунтовими водами; у південній частині води менш рясні, а водоносні горизонти лежать глибше. Підземні води також використовуються для іригації (див. лівійський проєкт Велика рукотворна річка).

## Ґрунти
Ґрунти здебільшого Сахари характерні для тропічних пустель і напівпустель (щебнисті, галькові, піщані). Мають низький вміст органічних речовин, ґрунтові шари виділені слабо. У деяких областях є азотфіксуючі бактерії, проте переважно ґрунти біологічно неактивні. По краях пустелі ґрунти містять великі концентрації органіки, по западинах ґрунту часто засолені. Наявність незв'язаного карбонату вказує на низький ступінь вилуговування.
Переважно в північно-західній частині пустелі поширені щільні вапняно-гіпсові шари (кори) потужністю від декількох см до 1—2 м, які асоційовані з вапняними корінними підстилаючих породами. Розподіл дрібнодисперсних, у тому числі діатомових компонентів обмежено безстічними зниженнями і западинами.
У результаті зневажливого ставлення до рослинності і оранки легких піщаних ґрунтів рухливі піски наступають на оази. В 1974 році в Алжирі розпочато проєкт «зеленої стіни», у ході якого вздовж лінії на 1500 км були посаджені загороджувальному лінії евкаліптів та інших дерев.

## Флора і фауна

### Флора
- У цілому в Сахарі є близько 2800 видів рослин (порівняно з Середземноморським басейном, де є 18000 видів).
- У північній вплив Сахари клімату та середземноморської флористичної бути знайдено 1100. У південній вплив Сахари Сахеля є 850 видів рослин. Сахара центральному, на низькій висоті, має два типи впливів і має тільки 500 видів (Tenere і 20 видів Majabat Koubra на мінімум 7 видів).
- У високогірському районі, який займає 6 % від загальної площі Сахари є 830 видів: Cypress Duprez, оливкова Laperrine (підвид з оливкової).
- В оазах вирощують також гранати, апельсини, лимони. Ростуть томати, салат, цибуля, перець. І все це тут неабияк притрушене піском, який активно постачає гарячий сірокко[13].
- У Сахарі виростають кактуси.

### Фауна
- Ссавці в цілому 110 (20 великих і 90 малих): 10 копитних тварин, 17 хижаків, 45 гризунів, 2 зайцеподібних, 22 біт, 12 комахоїдних, 1 сім'я Hyracoidea. Всі великі ссавці знаходяться під загрозою зникнення. Гризуни добре представлені, Є 8 видів jerbus (Gerbillus SSP).
- 256 видів птахів у загальному обсязі (56 жителів і 200 мігрантів).
- Рептилії: 96 видів — 66 ящірок і 30 змій.
- Амфібії: 10.
- Риби: 20.
- Членистоногі: понад 20 скорпіонів, павуки, термітів 30, мурах 66, багатоніжок 15, червців 14, кілька сотень видів жуків.

## Ландшафти
За фізико-географічним районуванням Африки пустеля утворює окрему однойменну фізико-географічну країну — Сахару. Ландшафти Сахари належать до тропічного пустельного північноафриканського типу ландшафтів (підтипи: типові, перехідні до субтропічних пустельних) і представлені 9 групами ландшафтів: 1 — низовинних і височинних алювіальних і озерно-алювіальних внутрішньоконтинентальних рівнин; 2 — еолових рівнин; 3 — алювіально-пролювіальних, пролювіально-делювіальних підгірних рівнин; 4 — підвищених ступінчастих пластових рівнин на континентальних мезозойських і кайнозойських відкладень; 5 — підвищених аридно-денудаційних вапнякових рівнин (плато); 6 — високих ступінчастих плато на моноклинальних палеозойських пісковиках і вапняках; 7 — високих цокольних рівнин на кристалічній основі Африканської платформи; 8 — цокольних глибових нагір'їв на кристалічній основі Африканської платформи; 9 — вулканічних нагір'їв.

## Екорегіони
Сахара складається з декількох окремих екорегіонів, які відрізняються один від одного коливанням температури, опадами, висотою над рівнем моря і ґрунтами, біомами рослин і тварин. За даними Всесвітнього фонду природи (ВФП) в Сахарі можна виділити такі екорегіони:
- Атлантична прибережна пустеля займає вузьку смугу вздовж узбережжя Атлантичного океану, де туман, породжений прибережною холодною Канарською течією, забезпечує достатньо вологи для підтримки різноманітних лишайників, сукулентів і чагарників. Займає площу 39 900 км² в Західній Сахарі та Мавританії[15].
- Північносахарські степи та рідколісся лежать уздовж північного краю пустелі, поруч із Середземноморськими лісами, рідколіссями та чагарниками півночі Магриба і Киренаїки. Зимові дощі зберігають чагарники і сухі ліси, які утворюють перехід між середземноморським кліматом на півночі і надпосушливою Сахарою на півдні. Займає площу у 1 675 300 км² в Алжирі, Єгипті, Лівії, Мавританії, Марокко, Тунісі й Західній Сахарі[16].
- Власне пустеля Сахара охоплює надпосушливі центральні частини Сахари, де кількість опадів мінімальна і має спорадичний характер. Рослинність рідкісна. Цей екорегіон складається загалом із піщаних дюн (ергів, чеч, раоуїв), кам'яних плато (гамада), гравійних рівнин (рег), сухих долин (ваді) й такирів. Займає площу у 4 639 900 км² в Алжирі, Чаді, Єгипті, Лівії, Малі, Мавританії, Нігері і Судані[3].
- Південносахарські степи та рідколісся займають вузьку смугу із заходу до сходу між надпосушливою Сахарою і саванною Сахеля на півдні. Екваторіальна конвергентна зона надає літні дощі у липні і серпні, у середньому від 100 до 200 мм, але їх значення вельми коливаються з року в рік. Ці дощі відновлюють літні пасовища, сухі рідколісся і чагарники вздовж сезонних водотоків. Займає площу 1 101 700 км² в Алжирі, Чаді, Малі, Мавританії і Судані[17].
- Західносахарські гірські склерофітні рідколісся на вулканічних нагір'ях у західній частині Сахари мають прохолодне, вологе середовище, яке підтримує Сахарсько-середземноморські ліси і чагарники. Займають площу у 258 100 км², головним чином у Тассілі-н'Адджер у Алжирі, з невеличкими анклавами в Аїрі у Нігері, Адрарі у Мавританії і Адрар-Іфорас на кордоні Малі й Алжиру[18].
- Тібесті — Джебель-Увейнат гірські склерофітні рідколісся. У Тібесті й Джебель-Увейнат більш регулярні опади і прохолодніший клімат, що дозволяє рости лісам із фінікових пальм (Phoenix dactylifera), акації (Acacia), мирта (Myrtus), олеандрів (Nerium oleander), тамариксів (Tamarix) й інших рідкісних і ендемічних рослин. Займає площу у 82 200 км² в Тібесті на межі Чада та Лівії, і Джебель-Увейнат на кордоні Єгипту, Лівії та Судану[19].
- Сахарські галофіти ростуть у сезонно-затоплених солоних низовинах Сахари. Галофіти — адаптовані до засолених ґрунтів рослинні співтовариства. Сахарські галофіти займають площу 54 000 км², у тому числі западини Каттара і Сива на півночі Єгипту, Туніські солоні озера[en] Центрального Тунісу, Шотт-Мельгір в Алжирі, і невеликі клаптики Алжиру, Мавританії і Західної Сахари[20].
- Танезруфт. Регіон з одними з найжорсткіших умов на Землі, надпосушливий клімат, відсутність рослинності і замало тварин.

## Транспорт
Через пустелю проходять дві автомагістралі, які починаються в місті Алжир. Транссахарська «дорога єдності» йде через Айн-Салах і Таманрассет і закінчується в Лагосі, має два відгалуження: на Агадес (Нігер) і Гао (Малі). Друга автодорога проходить через оазу Туат. У містах Адрар, Таманрассет і ряді інших є аеропорти.

### Міграція біженців
Посушливий клімат Сахари несе фатальні наслідки для мігрантів, які прямують на північ до Лівії, яка, у свою чергу, є воротами для міграції у Європу. Станом на 2018 рік, за останні 5 років, за неточними підрахунками, перетин пустелі при поломці транспорту виявився фатальним для понад 6000 мігрантів, що перетинали пустелю неофіційно у переповненому транспорті, часто, маючи лише декілька літрів води з собою.

## Туризм
Сахара приваблює туристів з усього світу своєю унікальною природою, культурною спадщиною та можливістю відчути себе далеко від цивілізації. Основними туристичними напрямками є південний Марокко, Алжир, Туніс та Єгипет.

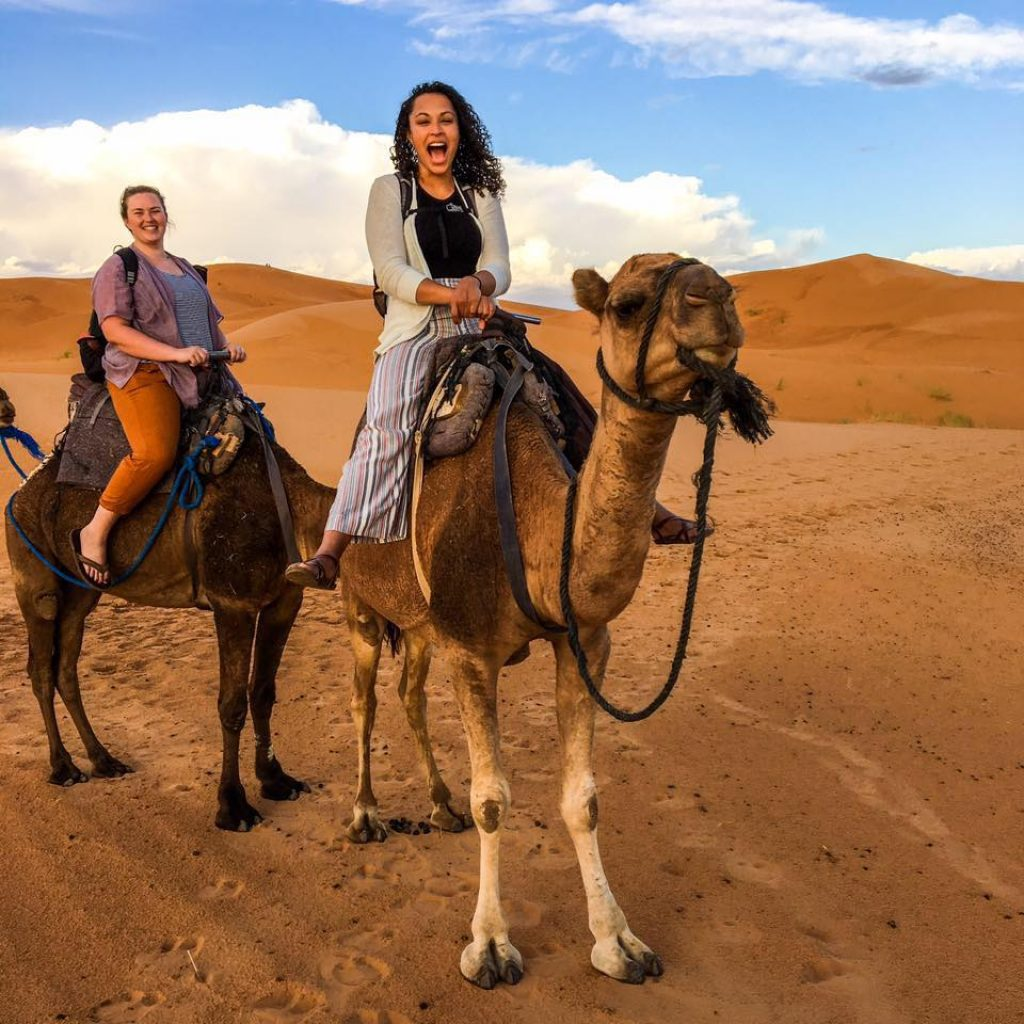
Тур у Марокко

### Основні туристичні регіони
Найпопулярнішими місцями для відвідування є регіони Мерзуга та Загора в Марокко, Тимімун в Алжирі, Дуз у Тунісі та Біла пустеля в Єгипті. У Марокко багато турів починаються в Марракеші та Фесі й ведуть до Ерг-Шеббі або Ерг-Чегага — знаменитих піщаних дюн Сахари.

### Види активностей

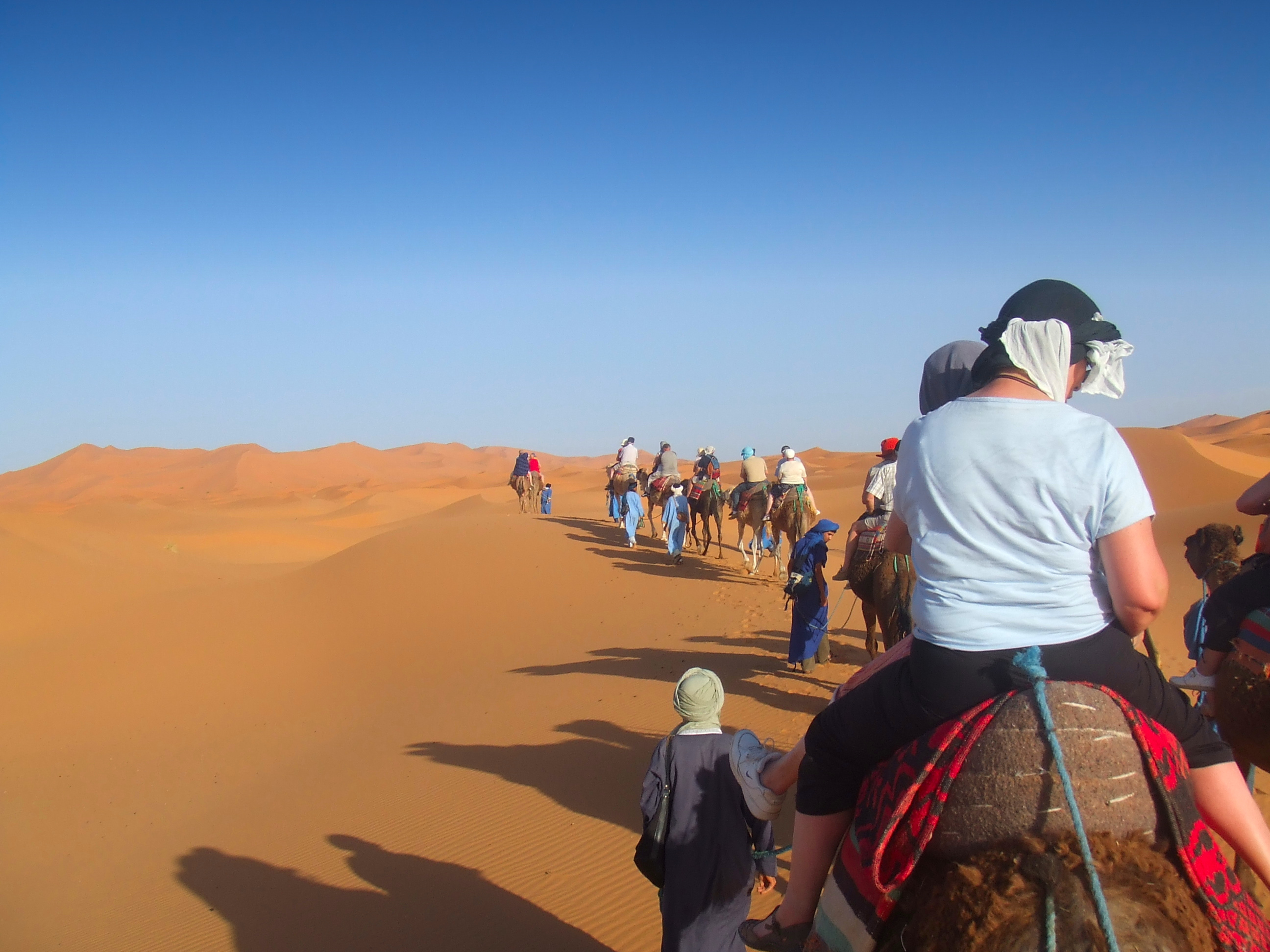
Караван туристів і верблюдів

Популярними є поїздки на верблюдах, нічліг у бедуїнських таборах, сафарі на позашляховиках (4x4), велотури (зокрема на фетбайках), трекінг і спостереження за зірками.

### Табори та умови перебування
У туристичних регіонах доступні як базові бедуїнські намети, так і розкішні глемпінги з душем, електрикою та зручностями. Багато таборів пропонують вечері під зорями, традиційну музику та танці.

### Кліматичні особливості та безпека
Найкращий час для відвідин — з жовтня по квітень, коли температури більш помірні. Влітку температура вдень може перевищувати +45 °C, що робить подорожі складнішими. Туристам рекомендується мати із собою сонцезахисні засоби, головний убір, багато води та дотримуватись інструкцій гідів.

### Культурні особливості
Туристи мають змогу познайомитись із культурою берберів і бедуїнів, спробувати місцеву кухню (наприклад, тажин і м'ятний чай), відвідати стародавні касба (фортеці) та місцеві базари.

### Екотуризм та сталий розвиток
Через вразливість екосистеми Сахари екотуризм набирає популярності. Деякі компанії пропонують поїздки з низьким вуглецевим слідом, де туристи подорожують пішки або на велосипедах і зупиняються в таборах, які використовують відновлювану енергію.

### Тури та організація поїздки
Усі тури зазвичай організовуються заздалегідь із включеним трансфером, харчуванням та нічлігом. Деякі мандрівники обирають приватні тури, тоді як інші — групові, що є більш бюджетним варіантом.

### Туризм у Західній Сахарі
Західна Сахара — політично спірна територія, тож подорож туди потребує додаткового планування. Незважаючи на це, регіон має унікальні пейзажі, традиції й менш комерціалізований туризм.

### Практичні поради
Мандрівникам радять мати при собі готівку, оскільки у багатьох місцях немає банкоматів; також варто заздалегідь завантажити карти, оскільки покриття мобільного зв'язку обмежене.

## Енергетичний потенціал
Зважаючи на особливості клімату і екстремально високі температури потенціал сонячної енергії цієї пустелі стає очевидним. Саме тому до середини 2019 року тут за планом повинна з'явитися найбільша у світі сонячна електростанція. ЇЇ площа за попередніми підрахунками буде становити 37 км2. Розміщуватиметься джерело «зеленої енергії» неподалік міста Асуан у Єгипті. Кошти на реалізацію проєкту Benban Solar Park отримують через різні фінансові моделі, а також за підтримки різних урядів. Завершена мега-СЕС буде генерувати до 2 ГВт «чистої» енергії, покупку котрої уже підтвердила єгипетська державна компанія-енергопостачальник контрактом на 25 років.

## Історія
У 2008 році міжнародна група вчених із Німеччини, Канади і США на чолі з Стефаном Крепліним з Інституту доісторичної геології Університету Кельна в результаті досліджень з'ясували, що Сахара перетворилася на пустелю близько 2700 років тому в результаті дуже повільної еволюції клімату. Такі висновки вченим вдалося зробити на основі вивчення геологічних відкладень, піднятих із глибин озера Йоа, що знаходиться на півночі Чаду. Згідно з результатами досліджень, 6 тисяч років тому в Сахарі росли дерева і було багато озер. Таким чином, дана робота вчених спростовує існуючу теорію про перетворення цієї частини Африки в пустелю 5500 років тому і те, що процес опустелювання зайняв всього кілька століть.